# Wąsiel
Wąsiel – polskie nazwisko.
W 2008 roku nazwisko to nosiło w Polsce 445 osób, głównie w południowej Polsce: Olkusz 80, Radom 27, Hrubieszów 22, Nysa 20, m. Lublin 15, Gryfino 14, Puławy 13, Mysłowice 13, Warszawa 13, Międzyrzecz 12.
Występuje w 58 różnych powiatach i miastach. Najwięcej zameldowanych osób o tym nazwisku jest w Olkuszu (80).